# Patrick Abercrombie
Leslie Patrick Abercrombie (1879 – 1957) va ser un arquitecte i urbanista britànic.
Va ser professor de disseny a la Universitat de Liverpool des de 1915 fins a 1935 i mestre d'urbanisme al University College de Londres després de 1935. Va treballar com a assessor en la remodelació i planificació de Londres, Bath, Edimburg i altres ciutats.
Va rebre el títol de cavaller el 1945. Els seus voluminosos escrits han estat d'un considerable impacte en els camps de la planificació regional i el planejament urbà. Entre els seus llibres es troben The Preservation of Rural England de 1926 i Town and Country Planning de 1933.

## Algunes publicacions
- Patrick Abercrombie, Sydney Kelly, Arthur Kelly. Dublin of the future : the new town plan, being the scheme awarded first prize in the international competition, Univ. Press of Liverpool, Liverpool, 1922

- Patrick Abercrombie. The Preservation of Rural England, Hodder and Stoughton Ltd, London, 1926.[1] The book that lead to the foundation of the CPRE

- Patrick Abercrombie, John Archibald. East Kent Regional Planning Scheme Survey, Kent County Council, Maidstone, 1925

- The Earl of Mayo, S. D, Adshead, Patrick Abercrombie. The Thames Valley from Cricklade to Staines: A survey of its existing state and some suggestions for its future preservation, Univ. of London Press, London, 1929

- Patrick Abercrombie, Sydney A. Kelly. East Suffolk Regional Scheme, Univ. of Liverpool, Liverpool and Hodder & Stoughton, London, 1935 (prepared for the East Suffolk Joint Regional Planning Committee)

- Patrick Abercrombie (ed.) The Book of the Modern House: A Panoramic Survey of Contemporary Domestic Design, Hodder & Stoughton, London, 1939

- J. H. Forshaw, Patrick Abercrombie. County of London Plan, Macmillan & Co. 1943

- J. Paton Watson, Patrick Abercrombie. A Plan for Plymouth, Underhill, (Plymouth). Ltd. 1943

- Edwin Lutyens, Patrick Abercrombie. A Plan for the City & County of Kingston upon Hull, Brown (London & Hull), 1945

- Patrick Abercrombie, John Owens, H Anthony Mealand. A Plan for Bath, Sir Isaac Pitman (London) 1945

- Patrick Abercrombie, R. H. Matthew. Clyde Valley Regional Plan, His Majesty’s Stationery Office, Edinburgh, 1946

- Patrick Abercrombie, Richard Nickson. Warwick: Its preservation and redevelopment, Architectural Press, 1949

- Patrick Abercrombie (revisada per D. Rigby Childs). "Town and Country Planning", 3a ed. Oxford Univ. Press, 1959, reimpresa 1961 y 1967